# Studio Babelsberg
Das Studio Babelsberg in Potsdam-Babelsberg ist das älteste Großatelier-Filmstudio der Welt und das größte Filmstudio Europas. Lediglich die 1906 gegründete dänische Filmgesellschaft Nordisk Film hat eine noch längere Geschichte.
Seit 1912 haben zahlreiche namhafte Filmemacher des Studios und seiner Vorgänger Decla Bioscop, UFA und DEFA unweit des Villenviertels Neubabelsberg sowie in und um Potsdam und Berlin mehr als 4000 Filme produziert, darunter so bedeutende Filme wie Metropolis und Der blaue Engel. Zu den bekanntesten Produktionen gehören unter anderem Sonnenallee, V wie Vendetta, Operation Walküre, Der Ghostwriter, Cloud Atlas, Monuments Men, Die Tribute von Panem – Mockingjay Teil 1 und 2, Isle of Dogs – Ataris Reise, Babylon Berlin und Matrix Resurrections. Alleine seit dem Jahr 2000 wurden Studio-Babelsberg-Produktionen mit insgesamt 15 Oscars in verschiedenen Kategorien ausgezeichnet: Der Pianist, Die Fälscher, Das Bourne Ultimatum, Der Vorleser, Inglourious Basterds, Grand Budapest Hotel und Bridge of Spies.

## Geschichte

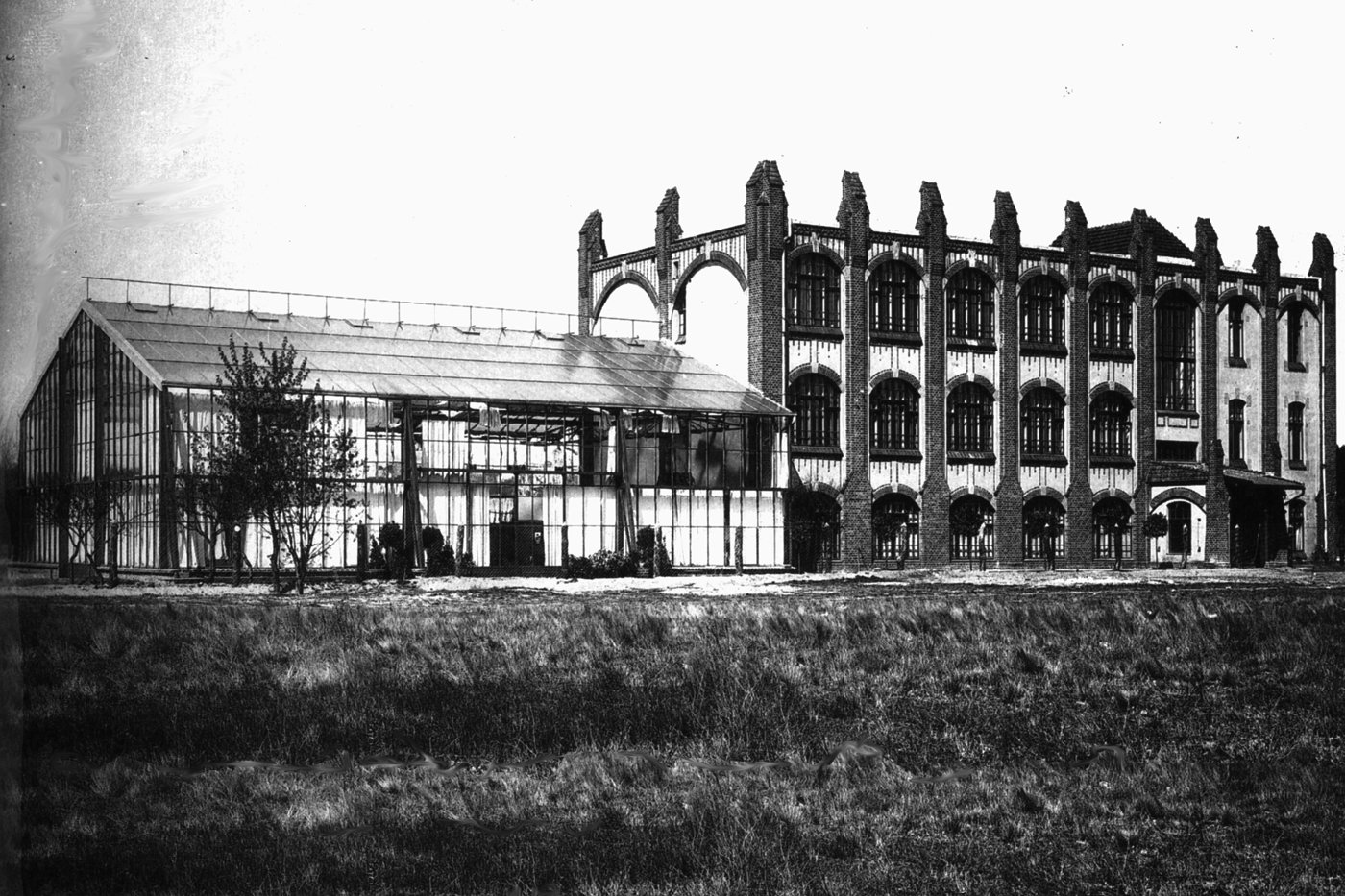
Glashaus-Atelier und ehemalige Kunstblumenfabrik 1911

### Die Gründerjahre
Im November 1911 legte der Kameramann und technische Leiter der Filmgesellschaft Deutsche Bioscope Guido Seeber mit dem Gelände in der heutigen Medienstadt, das er zunächst nur pachtete, den Grundstein für die Babelsberger Filmstudios. Die Vorgängerfirma der deutschen Bioscop war 1899 von Julius Grünbaum gegründet worden und drehte zunächst in Berlin, bis sie wegen der von der durch die heißen Scheinwerfer häufig ausgelösten Feueralarme der Pappmaschee-Dekoration und wegen der Arbeit mit dem damals hochexplosivem Zelluloidfilm von der Feuerwehr gebeten wurde, den bewohnten Innenstadt-Bereich zu meiden. Seeber errichtete das sogenannte Kleine Glashaus, ein erstes 15 mal 20 Metern großes Filmatelier an der Stahnsdorfer Straße südlich angrenzend an das heute denkmalgeschützte Gebäude der Kunstblumenfabrik Hachenburg in nur wenigen Monaten. Nach Renovierung entstanden in dem Backsteingebäude Werkstätten, Garderoben, Büros und Entwicklungslabore. In diesem Gebäude fiel am 12. Februar 1912 zum ersten Mal die Klappe für den Stummfilm Der Totentanz von Urban Gad mit Asta Nielsen in der Hauptrolle. Später kam es zur Fusion von Bioscop mit der Decla, der deutschen Niederlassung des französischen Filmkonzerns Éclair, zur Decla Bioscop, die 1921 von der alten Ufa übernommen wurde.
Der damals noch unbekannte Regieassistent Alfred Hitchcock drehte 1924/25 im Studio Babelsberg seinen ersten Film. Jahre später resümierte er: „Alles, was ich über das Filmemachen wissen musste, habe ich in Babelsberg gelernt.“
1926 entstand für den Science-Fiction-Film Metropolis von Fritz Lang das größte Großatelier Europas, 5.400 Quadratmeter groß und 14 Meter hoch: die denkmalgeschützte Marlene-Dietrich-Halle, sogenannt seit den 1990er. 1929 wurde für Melodie des Herzens, den ersten deutschen abendfüllenden Tonfilm, auf dem Gelände ein Tonfilmatelier errichtet – das sogenannte Tonkreuz. Das noch heute genutzte denkmalgeschützte Gebäude war das modernste Tonstudio seiner Zeit mit vier kreuzförmig angeordneten Ateliers.
Fritz Lang erfand 1929 in Babelsberg für seinen zweiten Science-Fiction-Film Frau im Mond den Countdown, während Josef von Sternberg hier den Erfolgsfilm Der blaue Engel mit Marlene Dietrich drehte.
Billy Wilder schrieb in Babelsberg diverse Drehbuchfassungen, darunter 1929 das Drehbuch für Menschen am Sonntag (Regie: Robert Siodmak) sowie 1930 für die Verfilmung von Erich Kästners Roman Emil und die Detektive (Regie: Gerhard Lamprecht).
Die Zeit der Weimarer Republik gilt als Geburtsstunde des expressionistischen Films in Deutschland: pragmatische Denkweisen im Stil der neuen Sachlichkeit, Konsolidierung der Filmindustrie durch Einführung des Tonfilms sowie zunehmende Politisierung des Films standen hierbei im Vordergrund.
In den 1930er und 40er Jahren entstehen in Babelsberg zahlreiche erfolgreiche Revuefilme.
In Babelsberg arbeiteten Regisseure wie Friedrich Wilhelm Murnau (u. a. Der letzte Mann mit der Erfindung der „entfesselten Kamera“), Fritz Lang (u. a. Dr. Mabuse, Die Nibelungen, Metropolis, M – Eine Stadt sucht einen Mörder) sowie Georg Wilhelm Pabst (u. a. Die freudlose Gasse, Die Büchse der Pandora, Don Quichotte).
Weiterhin standen hier in dieser Zeit Schauspieler wie Hans Albers, Lil Dagover, Willy Fritsch, Gustav Fröhlich, Greta Garbo, Heinrich George, Lilian Harvey, Johannes Heesters, Emil Jannings (erster und bisher einziger deutscher Oscar-Preisträger als Schauspieler), Zarah Leander, Ernst Lubitsch, Hans Moser, Ossi Oswalda, Henny Porten, Marika Rökk, Hans Söhnker, Heinz Rühmann und Sybille Schmitz vor der Kamera.

### Zeit des Nationalsozialismus
Während der Zeit des Nationalsozialismus entstanden in den Studios neben NS-Propagandafilmen, wie beispielsweise Jud Süß, zahlreiche Unterhaltungsfilme – zu den bekanntesten gehören Frauen sind doch bessere Diplomaten, Münchhausen, Die Feuerzangenbowle sowie der kommerziell erfolgreichste Film der NS-Zeit Die große Liebe. Am 1. April 1938 wurde die Stadt Nowawes mit der Gemeinde Neubabelsberg zu der dann bereits 1939 nach Potsdam eingemeindeten Stadt Babelsberg zusammengelegt, wobei der neue Name gezielt den slawischen Namen Nowawes auslöschen sollte. Erst seit diesem Zeitpunkt befindet sich das Gelände tatsächlich in einem als Babelsberg benannten Ort. Reichsfilm- und Propagandaminister Joseph Goebbels – aufgrund seines nahen Wohnortes auf der Havel-Insel Schwanenwerder und zahlreicher nachgesagter Affären auch der „Bock von Babelsberg“ genannt – begann mit den Ausbauplänen des Geländes zur „Babelsberg Ufastadt“.

### Nachkriegszeit und DDR
Während das filmpolitische Hauptziel der westlichen Besatzungsmächte nach dem Ende des Zweiten Weltkriegs darin bestand, künftig jegliche Machtanhäufung in der deutschen Filmindustrie zu verhindern und die westlichen Alliierten, allen voran die Amerikaner, mehr Interesse daran hatten, den deutschen Kinomarkt für die eigenen Erzeugnisse zu erschließen, als die deutsche Filmindustrie schnell wieder Fuß fassen zu lassen und damit die Reorganisation der Filmwirtschaft in Westdeutschland nur sehr zögerlich vonstattenging, gliederte hingegen die sowjetische Militärregierung, der an einem raschen Wiederaufbau der deutschen Filmindustrie unter sowjetischer Aufsicht gelegen war, die Babelsberger Ateliers der am 17. Mai 1946 gegründeten DEFA ein.
Zwei Monate zuvor begannen unter der „DEFA i. Gr.“ (DEFA in Gründung) bereits die Dreharbeiten zu Wolfgang Staudtes Die Mörder sind unter uns, dem ersten deutschen Spielfilm der Nachkriegsgeschichte (Drehzeitraum 16. März 1946 bis Juli 1946). Damit entstand der erste deutsche Trümmerfilm u. a. in den Althoff-Ateliers in Babelsberg und in Berlin.
Von 1946 bis 1990 entstanden in Potsdam-Babelsberg über 700 Spielfilme, mehr als 150 Kinderfilme sowie in den Jahren von 1959 bis 1990 über 600 Filme für den Deutschen Fernsehfunk. Bekannte Produktionen wie beispielsweise Die Legende von Paul und Paula, Die Geschichte vom kleinen Muck und Spur der Steine wurden hier gedreht. 1974 entstand mit Jakob der Lügner die einzige Filmproduktion der DDR, die für einen Oscar nominiert wurde. Coming Out aus der Zeit der politischen Wende gilt als der einzige Kinofilm der DDR mit zentral homosexueller Thematik.
Das Althoff-Atelier wurde vom DEFA-Studio für Wochenschau und Dokumentarfilme genutzt, die so genannten DOKFILM-Studios Alt Nowawes. Die ursprünglich auch in Babelsberg vorhandene Animationsfilmproduktion wurde 1955 nach Dresden ins damals neugegründete DEFA-Studio für Trickfilme verlagert.

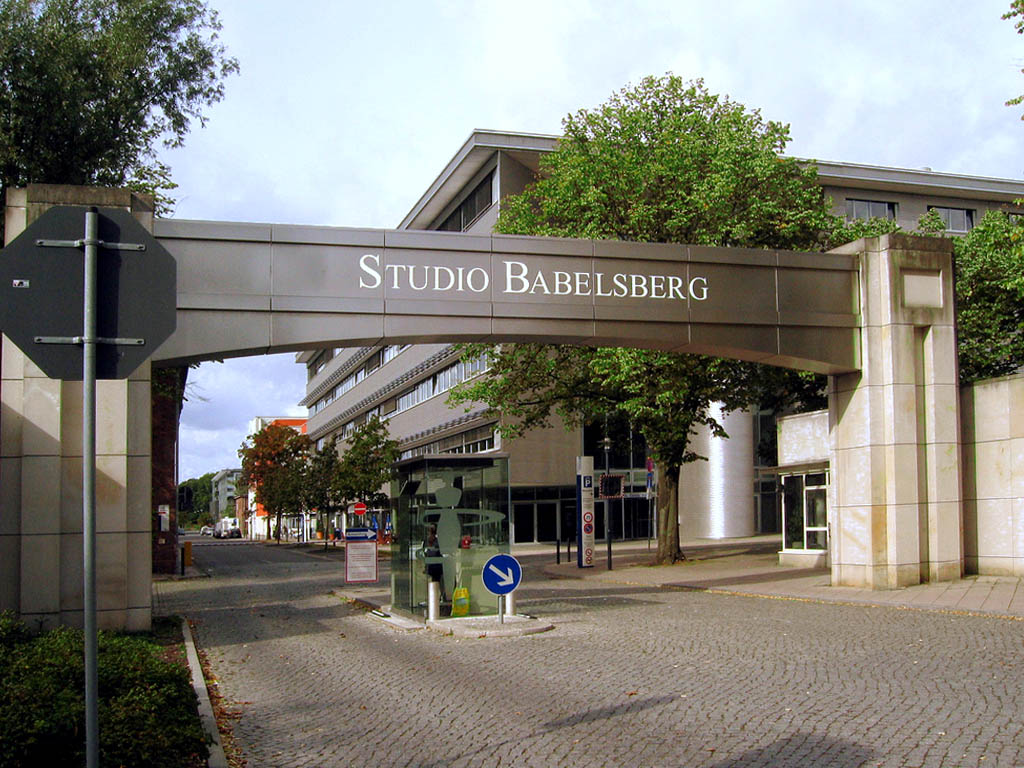
Der Haupteingang zum Studio Babelsberg mit Torbogen

siehe auch: Liste der DEFA-Filme

### Nach der Wende

#### Privatisierung
Am 1. Juli 1990 wurde das Gelände der Treuhandanstalt im Rahmen der Übernahme der DEFA übertragen, die es als DEFA-Studio Babelsberg GmbH zunächst weiterführte und 1992 an den französischen Konzern Compagnie Générale des Eaux (heute Vivendi und Veolia Environnement) verkaufte. Nun unter dem Namen Studio Babelsberg GmbH firmierend, wurden Millionensummen in den Ausbau der Studios und den Aufbau der Medienstadt investiert. Von 1992 bis 1997 war Volker Schlöndorff Geschäftsführer von Studio Babelsberg, sein Nachfolger wurde Rainer Schaper, der 2001 überraschend verstarb.
2004 verkaufte die mit dem Filmstudio unternehmerisch erfolglose Compagnie Générale des Eaux ihre Anteile an die neuen Besitzer, Carl Woebcken und Christoph Fisser und ihre Beteiligungsgesellschaft FBB – Filmbetriebe Berlin Brandenburg GmbH. Diese brachten das Unternehmen als Studio Babelsberg AG 2005 an die Börse. Die Aktie wurde am 30. Juni 2016 aufgrund von schlechter Performance von der Börse genommen.
Im Jahr 2012 feierte das Studio Babelsberg sein einhundertjähriges Bestehen.

#### Alte Berliner Straße
Größere Bekanntheit erlangte die in diversen Filmen verwendete Außenkulisse eines Großstadtstraßenzugs Berliner Straße. Sie entstand 1998 für den Film Sonnenallee.(geografische Lage) Nach den Dreharbeiten wurde die Kulisse ausgebaut und kam in weiteren Produktionen zum Einsatz, unter anderem in den Filmen Der Pianist, Inglourious Basterds und Die Bücherdiebin. Ende 2013 wurde die Kulisse abgerissen.

#### Neue Berliner Straße
Die Alte Berliner Straße wurde 2014 durch eine Kulisse ersetzt, die international unter dem Namen Metropolitan Backlot vermarktet wird. Sie besteht aus gründerzeitlichen und anderen Fassadenrücksetzern, die mit Outdoor-Greenscreens kombiniert werden können. Die Kulisse wurde durch die Produktion der Serie Babylon Berlin finanziert.

#### Dark Bay Virtual Production Stage
Babelsberg bietet mit der Dark Bay seit 2021 Europas erste und bislang einzige Bühnenhalle für virtuelle Produktionen (Virtual Production Stage), eine mit Echtzeitgrafik bespielbare LED-Wand von 55 Metern Umfang, 7 Metern Höhe und 23 Metern Durchmesser, die mit dem Megapixel VR Helios-Rackprozessor angesteuert werden. Anlass ihrer Errichtung war die Produktion der Netflix-Serie 1899. Bei LED Backlots, die mit Echtzeitgrafik bespielt werden können, handelt es sich um die Nachfolgetechnologie zur Greenscreen-Technik, da hier mehrere Schritte der Filmproduktion zusammengelegt und zeitgleich durchgeführt werden. Die Decke der Bühne ist in der Höhe verstellbar und bietet neben interaktiver LED-Beleuchtung auch ein Rain Rig für Regeneffekte. Die LED-Wand selbst ist mit Tracking-Systemen ausgestattet, welche die Ausrichtung der virtuellen Kulisse an der Kameraposition in Echtzeit erlauben. Die Echtzeitgrafik wird in einem separaten Serverraum mit 20 Rendernodes berechnet, die jeweils mit zwei RTX A6000-Grafikkarten ausgestattet sind. Aufgesetzt und gesteuert wird die virtuelle Kulisse und die gesamte Szene in der Brain Bar, ein Steuerraum mit acht Workstations. Mit der Dark Bay schließt Babelsberg im internationalen Wettbewerb zu anderen Filmstandorten auf.

## Das Filmstudio heute

### Besitzverhältnisse
Seit Januar 2022 steht das Studio Babelsberg durch die mehrheitliche Übernahme durch den Immobilienfonds TPG Real Estate Partners, einer Immobilieninvestmenttochter von TPG Capital unter der Leitung der deutschen Kino Bidco, einer Unternehmenstochter der Cinespace-Gruppe. Der Immobilienfonds erlangte eine Mehrheit am Studio, indem es ein Anteilspaket vom Hauptanteilseigner Filmbetriebe Berlin Brandenburg GmbH zu einem Preis von 4,10 € je Aktie nach einem öffentlichen Übernahmeangebot erwarb. Das Studio Babelsberg soll als eigenständige Marke erhalten bleiben.

### Konzernstruktur
Zu den wichtigsten Tochterunternehmen der Studio Babelsberg AG gehören:
- Studio Babelsberg Motion Pictures GmbH (100 %) – Geschäftsführer Marcus Loges
- Art Department Studio Babelsberg GmbH (100 %) – Geschäftsführer Michael Düwel
- Nefzer Babelsberg GmbH (50 %) Spezialeffekte – Geschäftsführer Gerd Nefzer

### Art Department Studio Babelsberg
Die Tochterfirma Art Department mit Tischlerei, Bildhauerei, Styropor- und Kunststofftechnik (3D-Labor), Metallbau und Kunstmalerei plant und fertigt in langer Tradition die Sets auf über 10.000 m² neben den Ateliers und Studios.

### Gelände und Studios
Das Gelände von Studio Babelsberg erstreckt sich auf eine Fläche über 173.000 m². Mit 21 Studios mit einer Gesamtinnenfläche von über 25.000 m² ist das Studio gemäß der Eigendarstellung der größte zusammenhängende europäische Filmstudiokomplex.

#### Neue Berliner Straße
Im August 2014 wurde unter Beteiligung der Bundes- und Landespolitik der Grundstein für die Neue Berliner Straße gelegt. In die neue Kulisse wurden 12 Millionen Euro investiert; sie erstreckt sich auf einer Fläche von mehr als 15.000 m² und ist damit dreimal so groß wie die alte Kulisse. Wie schon bei der alten Kulisse lassen sich auch andere Städte als Berlin in den Außenbauten nachahmen. Die modulare Hybridkulisse ist europaweit einmalig. Als erste Produktion wurde im Jahr 2016 die zwei Staffeln à 8 Folgen umfassende deutsche Serie Babylon Berlin (Regie u. a. Tom Tykwer) realisiert, die im Berlin der 1920er Jahre spielt. In der Neuen Berliner Straße (vermarktet unter dem Namen Metropolitan Backlot) folgten die Dreharbeiten zum deutsch-britischen Mysterythriller Mute und der deutschen Buchverfilmung Das schweigende Klassenzimmer.

#### Volumetrisches Studio
Im Juni 2018 wurde im fx.Center auf dem Studiogelände ein volumetrisches Studio für 3D-Filmaufnahmen eröffnet. Laut Studioangaben handelt es sich um das erste derartige Studio auf dem europäischen Festland. Das volumetrische Studio hat eine Fläche von 170 m² und ist mit 32 Kameras ausgestattet. In dem Raum lassen sich Menschen und Objekte dreidimensional und lebensecht einscannen. Die dazugehörige Basistechnologie wurde speziell von Fraunhofer Heinrich-Hertz-Institut entwickelt. Die Betreibergesellschaft Volucap GmbH wurde von den Gesellschaftern ARRI Cine Technik GmbH & Co. Betriebs KG, Fraunhofer-Gesellschaft, Interlake System GmbH, Studio Babelsberg AG und UFA GmbH gegründet. Studio Babelsberg ist mit 24,9 % beteiligt. Neben 3D-Aufnahmen ist es in Zukunft auch möglich, Aufnahmen entstehen zu lassen, in der die Zuschauer mit Hilfe entsprechender Technik selbst entscheiden können, von welcher Perspektive aus sie das Geschehen im Film verfolgen möchten.

#### Rainbow Stage (Stage 20)
Nach Abschluss der Dreharbeiten zu Matrix Resurrections im Jahr 2020 benannte das Studio Babelsberg zu Ehren der Wachowski-Schwestern ihre größte Studiohalle (Stage 20) in „Rainbow Stage“ um.

#### Dark Bay Virtual Production-Stage für Netflix
Im Jahr 2021 wurde im Studio Babelsberg für die europäische Netflix-Großproduktion 1899 die größte permanente Virtual Production-Stage Europas errichtet. Betreiber des Studios ist die Dark Bay GmbH, welche von Baran Bo Odar und Jantje Friese geleitet wird. Netflix und die Investitionsbank des Landes Brandenburg finanzierten das Projekt. Um die nötigen Gelder aufzubringen, hat Netflix sich dazu verpflichtet, in den kommenden Jahren mehrere Projekte im Dark Bay-Studio zu realisieren. Das brandenburgische Wirtschaftsministerium hat das Projekt mit rund zwei Millionen Euro gefördert. Der deutsche Filmtechnik-Hersteller Arri war verantwortlich für die Planung, Koordination und Installation aller Komponenten. Kernstück der Virtual Production Stage ist eine 7 Meter hohe dynamische LED-Kuppel mit einem Durchmesser von 23 Metern. Hierauf werden in Echtzeit mit einer Videospiel-Engine (Unreal Engine) dynamische Hintergründe gerendert.

### Produktionen
Das Filmstudio zählt gegenwärtig zu den umsatzstärksten Großatelierstudios für Kinofilme in Europa.
Das Studio deckt alle Phasen und Bereiche der Filmproduktion an einem Standort ab, beispielsweise über die Tochtergesellschaft Studio Babelsberg Motion Pictures, die den gesamten Herstellungsprozess einer Filmproduktion realisiert.

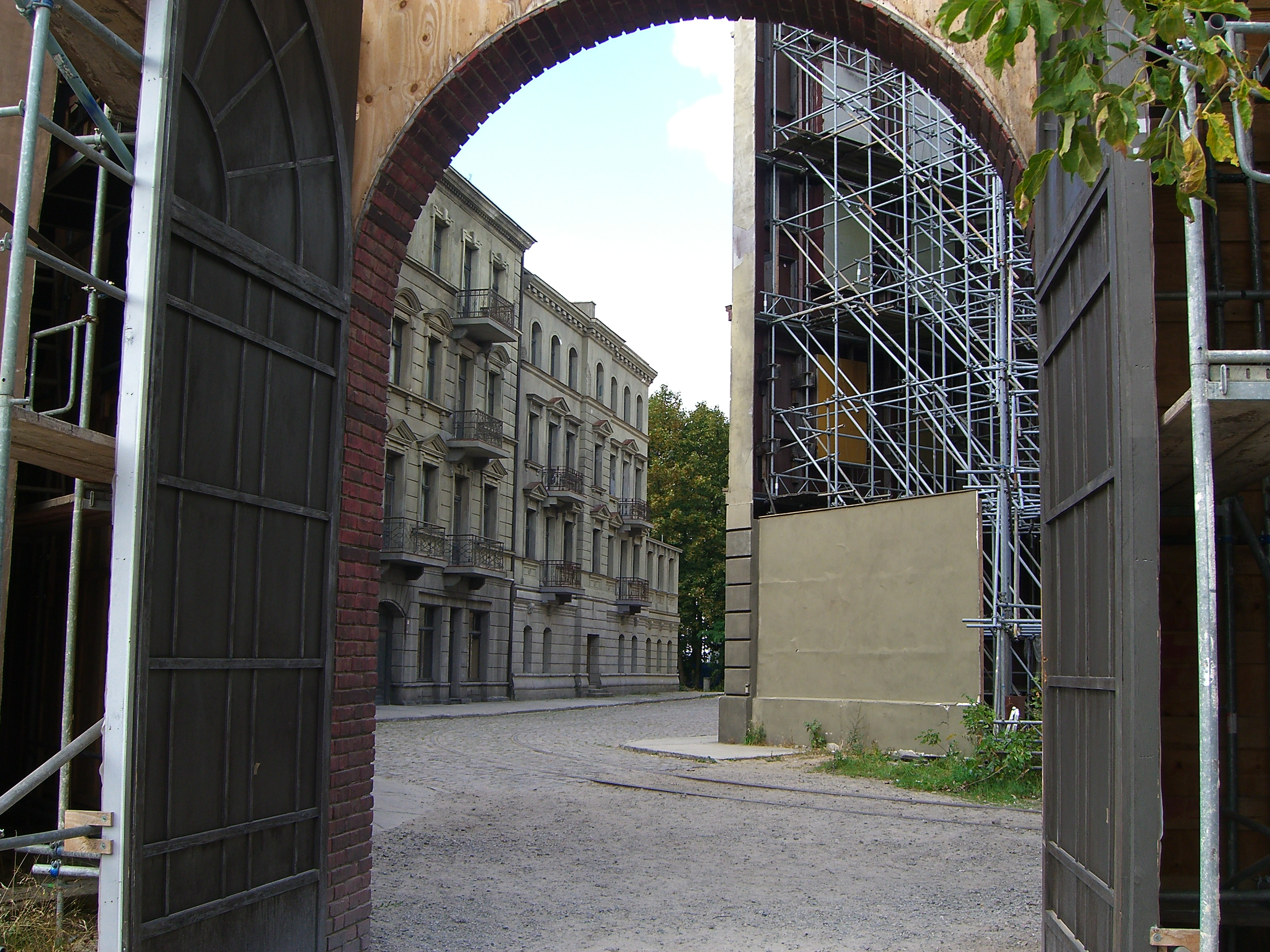
Die Außen-Filmkulissen Berliner Straße auf dem Gelände des Studio Babelsberg

Besonders erfolgreiche Produktionen waren Hollywood-Produktionen wie Die Bourne Verschwörung, Operation Walküre – Das Stauffenberg-Attentat, Inglourious Basterds oder die Schlink-Verfilmung Der Vorleser, die im Studio Babelsberg in Potsdam und Berlin realisiert wurden.
Weitere deutsche Kinofilme, die zumindest teilweise in Babelsberg gedreht wurden, sind Boxhagener Platz, Russendisko, Anleitung zum Unglücklichsein, Das kalte Herz, Jim Knopf und Lukas der Lokomotivführer und Das schweigende Klassenzimmer. Mit der Gründung der Tochterfirma Traumfabrik Babelsberg GmbH will Studio Babelsberg wieder in die Entwicklung und Herstellung deutscher Eigenproduktionen einsteigen. In 2018 fanden die Dreharbeiten zur ersten Eigenproduktion nach über 20 Jahren statt, dem Film Traumfabrik, mit Emilia Schüle und Dennis Mojen in den Hauptrollen.
Zu den bekannten deutschen Fernsehproduktionen gehören beispielsweise der Spielfilm Nacht über Berlin, der international viel beachtete Mehrteiler Unsere Mütter, unsere Väter sowie jeweils mehrere Staffeln der weltweit bekannten Serien Babylon Berlin und Dark.
Neben Kinoproduktionen und Fernsehspielfilmen wurde im Jahr 2015 die US-amerikanische Fernsehserie Homeland in Babelsberg, Berlin und Umgebung produziert. Homeland war mit seiner kompletten fünften Staffel damit die erste US-Serie, die ausschließlich in Deutschland gedreht wurde. Mit Berlin Station wurde im Winter 2015/16 zudem auf dem Studiogelände sowie an Originalmotiven in Potsdam und Berlin eine zweite US-amerikanische Serie gedreht. Es folgte eine 2. Staffel von Berlin Station sowie weitere internationale Serien wie Counterpart und Foundation für Apple TV+.

## Auswahl in Babelsberg produzierter Filme

### Auswahl in Babelsberg produzierter Kinofilme

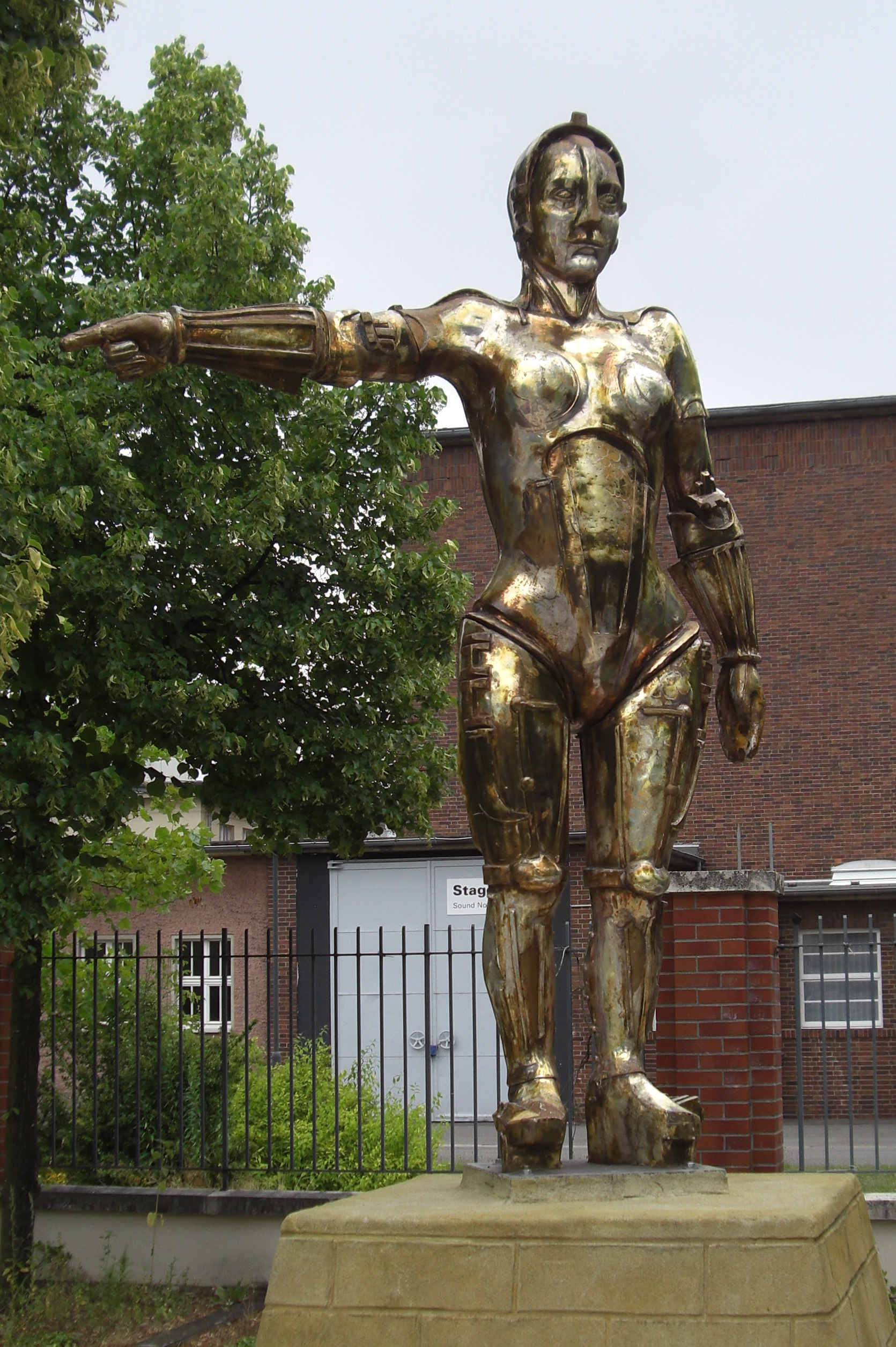
Der 1927 in Babelsberg produzierte Film Metropolis von Fritz Lang war einer der weltweit ersten Science-Fiction-Spielfilme. Im Bild: Maschinen-Maria, Statue der Filmfigur als Ausstellungsstück im benachbarten Filmpark Babelsberg.

In Klammern ist jeweils das Produktionsjahr angegeben.
- Der Totentanz (1912) Erste Produktion auf dem Babelsberger Filmgelände
- Die Kinder des Generals (1912)
- Der Student von Prag (1913)
- Und das Wissen ist der Tod (1916)
- Homunculus (1916/17)
- Das Cabinet des Dr. Caligari (1920)
- Genuine (1920)
- Der müde Tod (1921)
- Zirkus des Lebens (1921)
- Der Mord in der Greenstreet (1921)
- Dr. Mabuse, der Spieler (1922)
- Phantom (1922)
- Die Nibelungen (1922/24)
- Die Prinzessin Suwarin (1923)
- Seine Frau, die Unbekannte (1923)
- Die Finanzen des Großherzogs (1923/24)
- Zur Chronik von Grieshuus (1923/25)
- Der letzte Mann (1924) Erfindung der „Entfesselten Kamera“
- Pietro, der Korsar (1924/1925)
- Die Prinzessin und der Geiger (1925) unter Mitarbeit von Alfred Hitchcock in verschiedenen Funktionen
- Lebende Buddhas (1925)
- Varieté (1925)
- Metropolis (1927) Erster Science-Fiction-Langfilm
- Melodie des Herzens (1928) Erster deutscher Ton-Langspielfilm
- Asphalt (1929)
- Frau im Mond (1929) Erfindung des Countdown durch Fritz Lang
- Der Schuß im Tonfilmatelier (1930)
- Der blaue Engel (1930)
- Das Flötenkonzert von Sans-souci (1930)
- Alraune (1930)
- Die Drei von der Tankstelle (1930)
- Der Kongreß tanzt (1931) Erster großer Musikfilm des deutschen Tonfilms
- Yorck (1931)
- Im Geheimdienst (1931)
- Meine Frau, die Hochstaplerin (1931)
- Emil und die Detektive (1931)
- F.P.1 antwortet nicht (1932)
- Ich bei Tag und Du bei Nacht (1932)
- Unter heißem Himmel (1936)
- Zu neuen Ufern (1937)
- Der Mann, der Sherlock Holmes war (1937)
- La Habanera (1937)
- Madame Bovary (1937)
- Hallo Janine (1938)
- Kora Terry (1940)
- Jud Süß (1940)
- Der ewige Jude (1940)
- Frauen sind doch bessere Diplomaten (1939/41) Erster deutscher Farbfilm
- Münchhausen (1943)
- Damals (1943)
- Die Frau meiner Träume (1943)
- Die Feuerzangenbowle (1944)
- Das kalte Herz (1950)
- Das Beil von Wandsbek (1951)
- Die Geschichte vom kleinen Muck (1953) Erste Märchen-Verfilmung aus Babelsberg
- Das singende, klingende Bäumchen (1957)
- Der schweigende Stern (1960) Erster Science-Fiction-Film zur DEFA-Zeit
- Schneewittchen (1961)
- Nackt unter Wölfen (1963)
- Der geteilte Himmel (1964)
- König Drosselbart (1965)
- Spur der Steine (1966)
- Ich war neunzehn (1968)
- Signale – Ein Weltraumabenteuer (1970)
- Drei Haselnüsse für Aschenbrödel (1973)
- Die Legende von Paul und Paula (1973)
- Jakob der Lügner (1974)
- Lotte in Weimar (1975)
- Solo Sunny (1980)
- Der Aufenthalt (1983)
- Coming Out (1989)[48]
- Pappa ante portas (1990)
- Novalis – Die blaue Blume (1993)
- Der Kinoerzähler (1993)
- Die unendliche Geschichte III – Rettung aus Phantásien (1994)
- Eine Couch in New York (1996)
- Sonnenallee (1999)
- Marlene (2000)
- Duell – Enemy at the Gates (2001)
- Der Pianist (2002)
- Equilibrium – Killer of emotions (2002)
- Die Bourne Verschwörung (2004)
- In 80 Tagen um die Welt (2004)
- Beyond the Sea – Musik war sein Leben (2004)
- Willenbrock (2005)
- Flightplan – Ohne jede Spur (2005)
- Æon Flux (2005)
- Black Book (2005)
- V wie Vendetta (2005)
- Berliner Reigen (2006)
- Die Fälscher (2007, Oscar 2008)
- Tage des Zorns (2007)
- Speed Racer (2007)
- Operation Walküre – Das Stauffenberg-Attentat (2007)
- Das Bourne Ultimatum
- The International (2008)
- Der Vorleser (2008)

- Inglourious Basterds (2008)
- Ninja Assassin (2008)
- Pandorum[49] (2008/2009)
- Whisky mit Wodka (2009)
- Der Ghostwriter (2009)

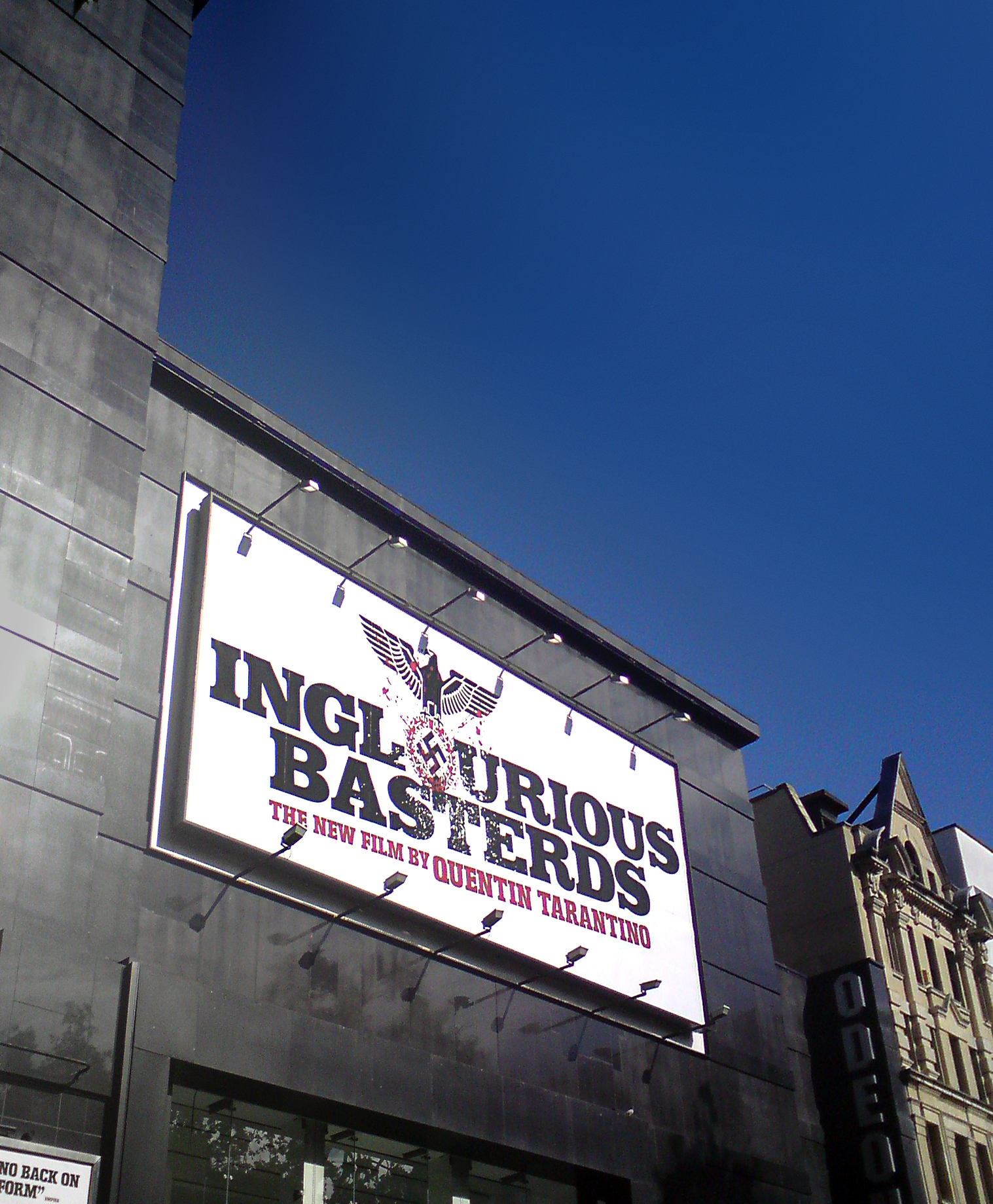
Werbung am Londoner Odeon-Kino für Quentin Tarantinos Kinofilm Inglourious Basterds von 2009, der in Babelsberg produziert wurde

- Hexe Lilli – Der Drache und das magische Buch (2009)
- Jerry Cotton (2009)
- Boxhagener Platz (2009/2010)
- Huhn mit Pflaumen[50] (2010)
- Unknown Identity (2010)
- Wer ist Hanna? (2010)
- Apparition – Dunkle Erscheinung (The Apparition) (2010)
- Anonymus[51] (2011)
- Hänsel und Gretel: Hexenjäger[52] (2011)
- Die drei Musketiere 3D[53] (2011)
- Russendisko[54] (2011)
- Anleitung zum Unglücklichsein (2011)
- Hexe Lilli – Die Reise nach Mandolan (2011)
- Cloud Atlas (2012)
- Die Schöne und das Biest (2013)
- Grand Budapest Hotel (2013)
- Die Bücherdiebin (2013)
- Big Business (2013)
- Monuments Men – Ungewöhnliche Helden (2014)
- Die Tribute von Panem – Mockingjay Teil 1+2 (2014)
- The Voices (2014)

- Men & Chicken (2014)

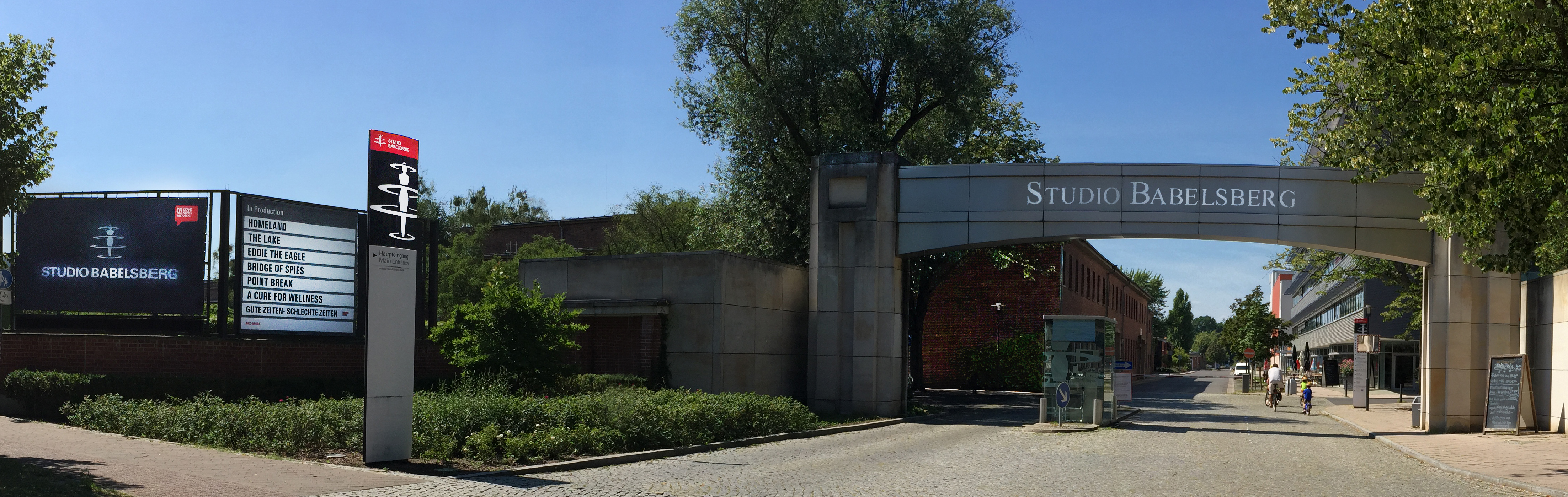
Haupteingang des Filmstudios im Jahr 2015 mit angekündigten, aktuellen Produktionen

- Bridge of Spies – Der Unterhändler (2015)
- Point Break (2015)
- Hitman: Agent 47 (2015)
- Eddie the Eagle – Alles ist möglich (2015)
- The First Avenger: Civil War 2016
- Das kalte Herz (2016)[55]
- A Cure for Wellness (2016)[56]
- Renegades (AT The Lake, 2016)
- Jim Knopf und Lukas der Lokomotivführer (2017)[57]
- Mute (2017)[58]
- Steig.Nicht.Aus! (2017)
- Das schweigende Klassenzimmer (2017)[59]
- Isle of Dogs (2017)
- Verschwörung – The Girl In The Spider’s Web (2018)
- 25 km/h (2018)
- Tides (2018)
- Traumfabrik (2019)
- 3 Engel für Charlie (2019)
- Ein verborgenes Leben (2019)[60][61]
- Fabian oder Der Gang vor die Hunde (2019)
- Jim Knopf und die Wilde 13 (2020)
- Tom Clancy’s Gnadenlos (2021)
- Gunpowder Milkshake (2021)
- The French Dispatch (2021)
- Matrix Resurrections (2021)
- München – Im Angesicht des Krieges (2021)
- Uncharted (2022)
- John Wick: Kapitel 4 (2022)
- Die letzte Fahrt der Demeter (2022)
- Retribution (2022)
- Die Tribute von Panem – The Ballad of Songbirds and Snakes (2022)
- In einem Land, das es nicht mehr gibt (2022)
- Baghead (2023)
- Die Ironie des Lebens (2024)
- Role Play (2024)
- Der Phönizische Meisterstreich (2024)

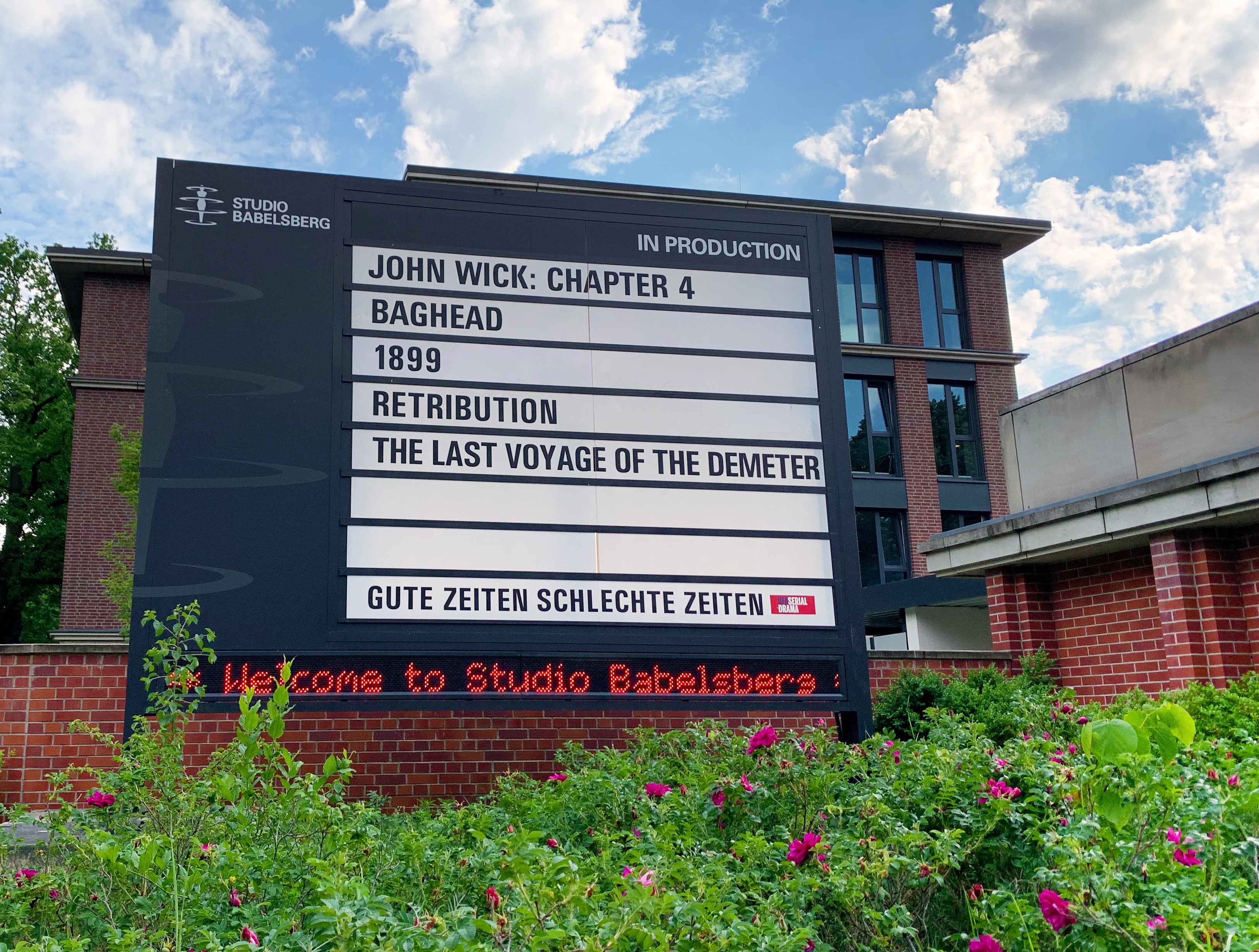
Produktionstafel am Haupteingang von Studio Babelsberg

### Auswahl der Fernseh- und Streamingproduktionen
- Katharina die Große (1995) Fernsehfilm, ZDF/arte
- Gute Zeiten, schlechte Zeiten (seit 1995) Seifenoper, RTL
- Hostile Waters – Ein U-Boot-Thriller (1997) Fernsehfilm
- Schloss Einstein (1998–2007), Kinder-Fernsehserie
- Bianca – Wege zum Glück (2004–2005), Telenovela
- Großstadtträume (2000)
- Lexx – The Dark Zone (1997–2002, teilweise) Fernsehserie, VOX
- Klinikum Berlin Mitte – Leben in Bereitschaft (2002–2003), Fernsehserie, Pro Sieben / Sat.1
- Tessa – Leben für die Liebe (2005–2006), Telenovela, ZDF
- Vera am Mittag (2002–2004), Talk-Show, Sat.1
- Wege zum Glück, vormals Julia – Wege zum Glück (2005–2008), Telenovela, ZDF
- Alisa – Folge deinem Herzen[62] (2008–2010) Telenovela, ZDF
- Hanna – Folge deinem Herzen (2010) Telenovela, ZDF
- Wege zum Glück – Spuren im Sand (2012) Telenovela, ZDF
- Unsere Mütter, unsere Väter[63] (2012) Dreiteiliger Fernsehfilm, ZDF
- Nacht über Berlin[64] (2012) Fernsehfilm, ARD
- Homeland[65] (2015) US-amerikanische Fernsehserie, komplette 5. Staffel
- Berlin Station[66][67] (2015) US-amerikanische Fernsehserie, komplette 1. und 2. Staffel
- Babylon Berlin[68] deutsche Fernsehserie, ARD/Sky, 1. bis 4. Staffel (seit 2016)
- Counterpart (2017–2018), US-amerikanische Fernsehserie, 1. und 2. Staffel
- Late Night Berlin (2018) TV-Late-Night-Show, ProSieben, 1. und 2. Staffel
- Dark (2018) deutsche Netflix-Original-Fernsehserie, 2. und 3. Staffel
- Foundation (2019) Fernsehserie, Apple TV+
- Honecker und der Pastor (2021) Fernsehfilm, ZDF
- Pitch Perfect: Bumper in Berlin (2021) Fernsehserie nach der Filmreihe Pitch Perfect, eine Staffel
- 1899 (2022) europäische Netflix-Original-Fernsehserie, eine Staffel
- Der Greif (2023) Fernsehserie, eine Staffel
- Die Zweiflers (2023) Fernsehserie, ARD, eine Staffel[69]
- Bosetti Late Night (seit 2024) TV-Late-Night-Show, ZDF[70]
- Wingspan (2025), Fernsehserie, eine Staffel

## Medienstadt Babelsberg
Das Studio Babelsberg ist heute Teil der es umgebenden Medienstadt Babelsberg, eines über 46 Hektar großen Areals mit rund 2.000 Menschen der Film- und Medienbranche.
Die Medienstadt Babelsberg bildet an Institutionen wie dem Babelsberger Filmgymnasium (bfg), der Medienschule Babelsberg (msb), der Electronic Media School, der XU Exponential University und der Filmuniversität Babelsberg „Konrad Wolf“ aus. An der Filmuniversität findet zudem Filmforschung statt.
Das Erich-Pommer-Institut und das Hasso-Plattner-Institut verstärken den Ausbildungssektor und die wissenschaftliche Expertise, ebenso die Universität Potsdam.
Als anerkannte Archive sind das Deutsche Rundfunkarchiv und das Filmmuseum Potsdam mit seinem Sammlungsgebäude einschließlich des Schaudepots ansässig.
Der öffentlich-rechtliche Rundfunk ist mit dem Sendezentrum des Rundfunks Berlin-Brandenburg (rbb) (Fernsehen und Radio), dem ZDF-Landeshauptstadtstudio Brandenburg sowie einer Dependance des Deutschlandradios vertreten.
Private Radiosender in Babelsberg sind beispielsweise BB Radio und Radio Teddy.
Die Metropolis-Halle ist eine Multifunktionshalle für Großveranstaltungen wie Kongresse, Messen, Galas, Preisverleihungen und Fernsehshows.
Mit der Produktionsgesellschaft UFA, dem Deutschen Filmorchester Babelsberg, verschiedenen Firmen in der Ton- und Synchronbranche sowie rund 200 weiteren Unternehmen, Filmproduktionsgesellschaften, Agenturen und Start-ups ist die Medienstadt Babelsberg einer der größten Standorte für Film und Medien in Europa.
Unter Förderung durch das Bundesministerium für Wirtschaft und Energie entstand im Juni 2017 in der Medienstadt Babelsberg das Digital Hub Germany mit dem Ziel, ein bundesweit einmaliges digitales Zentrum im Bereich der Medientechnologie zu erschaffen. Damit sollen digitale Innovationen in den Bereichen Film, Fernsehen und Neue Medien zentral von Potsdam aus vorangetrieben werden. Angaben der Stadt zufolge haben allein 800 Firmen der IT-Branche ihren Sitz in Brandenburgs Landeshauptstadt. Der MediaTech Hub Potsdam und die Medienstadt Babelsberg bieten als physischer Ort für die Beteiligten die Möglichkeit, sich zu vernetzen und zusammenzuarbeiten. Es werden unter anderem neue digitale Verfahren der Datenverwertung und Medienproduktion, beispielsweise in den Bereichen der virtuellen und erweiterten Realität, entwickelt und umgesetzt.
Der Filmpark Babelsberg ist ein saisonaler Themenpark und unabhängig vom Studio Babelsberg. Er lädt interessierte Touristen mit verschiedenen Attraktionen in die Welt des Films ein.
In den letzten Jahren sind für rund 500 Millionen Euro ein Hotel, neue Büro- und Wohngebäude sowie ein Parkhaus errichtet worden. In den nächsten Jahren werden zudem in zehn weitere Studioflächen für die Produktion von Serien, Talkrunden oder Fernsehshows investiert. Neben der Film- und Serienproduktion sollen auch die Bereiche Gaming, Künstliche Intelligenz und Social Media angesiedelt werden.